# Bundesbehindertengesetz
Das Bundesgesetz vom 17. Mai 1990 über die Beratung, Betreuung und besondere Hilfe für behinderte Menschen, kurz Bundesbehindertengesetz, abgekürzt BBG ist ein österreichisches Bundesgesetz. Es soll Menschen mit Behinderung und von Behinderung konkret bedrohte Menschen die bestmögliche Teilnahme am gesellschaftlichen Leben sichern.

## Inhalt
Unter Behinderung versteht das Gesetz die Auswirkung einer nicht nur vorübergehenden körperlichen, geistigen oder psychischen Funktionsbeeinträchtigung oder Beeinträchtigung der Sinnesfunktionen, die geeignet ist, die Teilhabe am Leben in der Gesellschaft zu erschweren. Als nicht nur vorübergehend gilt ein Zeitraum von mehr als voraussichtlich sechs Monaten (§ 1 BBG).
In seiner ursprünglichen Fassung enthielt das BBG insbesondere Regelungen zur
- Rehabilitation,
- Errichtung eines Bundesbehinderten- und eines Kriegsopferfürsorgebeirats mit beratender Funktion beim Bundesministerium für Arbeit und Soziales,
- Auskunft, Beratung und Betreuung durch die Landesinvalidenämter,
- Errichtung eines Nationalfonds zur besonderen Hilfe für behinderte Menschen für zusätzliche Zuwendungen in Form von Geld- und Sachleistungen, etwa bei der Lieferung von Kraftfahrzeugen für behinderte Menschen zur Abgeltung der steuerlichen Mehrbelastung,
- Ausstellung eines Behindertenpasses sowie zur
- Fahrpreisermäßigung bei den Österreichischen Bundesbahnen.

Die UN-Behindertenrechtskonvention von 2006 führte zu verschiedenen Gesetzesnovellen, etwa der Errichtung eines Monitoringausschusses beim Bundesministerium für Arbeit, Soziales und Konsumentenschutz (§§ 13 g ff. BBG). Zuwendungen aus dem Unterstützungsfonds für Menschen mit Behinderung erfolgen seit 2006 nach § 24 BBG n.F. entsprechend den vom Bundesminister für soziale Sicherheit und Generationen nach Anhörung des Bundesbehindertenbeirates erlassenen Richtlinien. Neu in das Gesetz eingefügt wurden auch Regelungen über Assistenz- und Therapiebegleithunde (§ 39a BBG).
Der Grad der Behinderung wird nach Art und Schwere der Funktionsbeeinträchtigung in festen Sätzen oder Rahmensätzen in der Anlage zur Einschätzungsverordnung festgelegt.